# Komao Furuyama
Furuyama Komao (古山 高麗雄), né le 6 août 1920 à Sinuiju dans la province de Pyongan du Nord en Corée - mort le 11 mars 2002 à Sagamihara dans la préfecture de Kanagawa est un essayiste et écrivain japonais.
Né dans la Corée occupée par le Japon, Furuyama prend part à la Seconde Guerre mondiale en Indochine et se retrouve en 1946 dans un camp français de prisonniers de guerre à Saïgon. En 1947, il retourne au Japon, où il écrit pour plusieurs journaux.
Ce n'est qu'en 1969 qu'il fait ses débuts comme écrivain avec le roman à succès Pureō eito no yoake dans lequel il rapporte son expérience de prisonnier de guerre. Ce livre lui vaut de remporter le prix Akutagawa en 1970. Il est lauréat du prix Kawabata pour Semi no tsuioku en 1994 et en 2000 du prix Kan Kikuchi.
Un seul de ses textes a été traduit en français (Réminiscences des cigales, dans Le Désir - Anthologie de nouvelles japonaises contemporaines Tome 2, nouvelle traduite par Pascale Simon, Éditions du Rocher, 2007).

## Source de la traduction
- (de) Cet article est partiellement ou en totalité issu de l’article de Wikipédia en allemand intitulé « Furuyama Komao » (voir la liste des auteurs).